# Castillo de Franchimont
El Castillo de Franchimont (en francés: Château de Franchimont) es un castillo medieval en el municipio de Theux, provincia de Lieja, en Bélgica. Se encuentra en el extremo occidental de una pequeña colina con vistas al pueblo de Franchimont.
Se cree que originalmente fue construido en el siglo XI, como una fortaleza del Principado de Lieja. El edificio original fue ampliado varias veces durante la Edad Media, una de esas ocasiones fue después de un incendio en 1387.
En 1487 el castillo fue sitiado, y en el mismo período la familia La Marck tomó posesión de ella. En el siglo XVI se construyó la muralla exterior, con casamatas y una torre de artillería nueva.
Hoy en día el castillo es propiedad de la ciudad de Theux y está abierto al público. La torre de artillería en la esquina noreste contiene una pequeña exposición y la taquilla.